# Wiesław Sokołowski (poeta)
Wiesław Sokołowski (ur. 27 maja 1944) – polski poeta zamieszkały w Skierniewicach. 
Organizator niezależnego, ogólnopolskiego środowiska poetów, malarzy, rzeźbiarzy "ZA" działający na Szlaku Królewskim w Warszawie w latach 60. i 70. XX wieku, a następnie w rodzinnej Rawce – dzielnica Skierniewic. Autor książek poetyckich, redaktor, poeta-kronikarz, obrońca i promotor artystów zepchniętych na margines przez oficjalną politykę kulturalną. Jest prezesem Zrzeszenia Artystycznego "ZA" i dyrektorem Festiwalu Sztuki Najnowszej "ZA". Od roku 1986 wydaje i redaguje pismo literackie "Trwanie". 26 stycznia 2010 w Belwederze został odznaczony Krzyżem Kawalerskim Orderu Odrodzenia Polski „za wybitne zasługi w promowaniu polskiej sztuki współczesnej”. 12 lipca 2018 w Ministerstwie Kultury i Dziedzictwa Narodowego udekorowano go brązowym Medalem „Zasłużony Kulturze Gloria Artis” w dziedzinie literatury.
Wydał następujące książki:
- 1976 - Jeszcze za wcześnie
- 1978 - Memoria Arae
- 1993 - Trwanie - pomimo ISBN 83-900164-0-3
- 1998 - Obumarli ISBN 83-905559-5-6
- 2002 - Lubię ISBN 83-89027-07-0
- 2002 - Martwa Wolność
- 2004 - Boże chroń poetów ISBN 83-89027-07-0
- 2008 - Przecież milczę. Niepokorni Szlaku Królewskiego ISBN 978-83-926174-0-2
- 2009 - Pieśń o garocie ISBN 978-83-926174-1-9